# Szibbolim
Szibbolim (hebr.: שיבולים) – moszaw położony w samorządzie regionu Sedot Negew, w Dystrykcie Południowym, w Izraelu.
Leży w środkowej części pustyni Negew, w pobliżu miasta Netiwot.

## Historia
Moszaw został założony w 1957 przez imigrantów z Iranu i Kurdystanu.

## Gospodarka
Gospodarka moszawu opiera się na intensywnym rolnictwie i uprawach w szklarniach.